# 前230年代
| 千纪： | 前1千纪 |
| 世纪： | 前4世纪 \| 前3世纪 \| 前2世纪                                                                              |
| 年代： | 前260年代 \| 前250年代 \| 前240年代 \| 前230年代 \| 前220年代 \| 前210年代 \| 前200年代                    |
| 年份： | 前239年 \| 前238年 \| 前237年 \| 前236年 \| 前235年 \| 前234年 \| 前233年 \| 前232年 \| 前231年 \| 前230年 |

前230年代從前239年1月1日開始，於前230年12月31日結束。

## 大事记
重要事件及趋势
- 公元前230年秦國滅韓國。
- 公元前232年西楚霸王項羽誕生。

重要人物
- 秦王政（秦始皇）
- 韓王安